# Tomás Burgos Gallego
Tomás Burgos Gallego (Valladolid, 21 d'abril de 1962) és un polític espanyol.

## Biografia
Va cursar estudis de Medicina a la Universitat de Valladolid, sense acabar-los (fitxa del Congrés: Medicina i Cirurgia. Universitat de Valladolid). Completa el seu currículum no universitari amb dos títols a Direcció d'Institucions Sanitàries i un "màster Executiu en Gestió Sanitària". Com altres polítics, ha estat embolicat en la polèmica pel fet que en algun moment ha figurat al seu CV i amb el seu consentiment aparent el títol de metge o llicenciat en Medicina sense realment ser-ho. Diplomat al V Programa de Lideratge per a la Gestió Pública (PLGP), IESE Business School Universitat de Navarra, a Madrid i diplomat en Programa Executiu de Gestió per a Parlamentaris que imparteix l'IE (Institut d'Empresa) Business School. Després de l'escàndol del màster de Cifuentes, va esborrar tots els seus màsters i títols del seu currículum vitae.El 9 de gener va deixar el seu escó al Congrés. A la seva fitxa del Congrés no apareix la "Declaració d'Activitats" ni tampoc "Declaració de Béns i Rendas" malgrat les 5 legislatures en què va ocupar escó.
Triat diputat nacional per la circumscripció de Valladolid a les eleccions generals celebrades el 20 de desembre de 2015 al Congrés dels Diputats. Cap de llista electoral del Partit Popular per aquesta província.
L'11 de novembre de 2016 el Govern va anunciar que seguiria exercint les funcions com a secretari d'Estat de Seguretat Social.
Burgos ha falsejat i després rectificat el seu currículum en què figuraven títols que mai va arribar a posseir, com el de Llicenciat en medicina.

## Activitat com a polític professional
- Vicepresident segon de la Comissió de Treball i Afers Socials
- Vocal de la Comissió de Cooperació Internacional per al Desenvolupament
- Vocal de la Subcomissió sobre la Política d'Immigració (154/10)
- Secretari General de la Presidència. Conselleria de la Presidència, Administració Pública i Interior. Junta d'Andalusia